# 滝のそばの牧人たちと家畜
『滝のそばの牧人たちと家畜』（たきのそばのぼくにんたちとかちく、独: Hirten und Herden am Wasserfall、英: Herdsmen and Herds at a Waterfall）は、17世紀オランダ黄金時代の画家ニコラース・ベルヘムが1665年ごろ、キャンバス上に油彩で制作した風景画である。画面下部左側の岩の上に「N Berchem」という画家が署名が記されている。1754年にアウグスト2世 (ポーランド王) のためにル・ルー (Le Leu) によりパリのピエール・クロザのコレクションから購入された。作品は現在、ドレスデンのアルテ・マイスター絵画館に所蔵されている。

## 作品

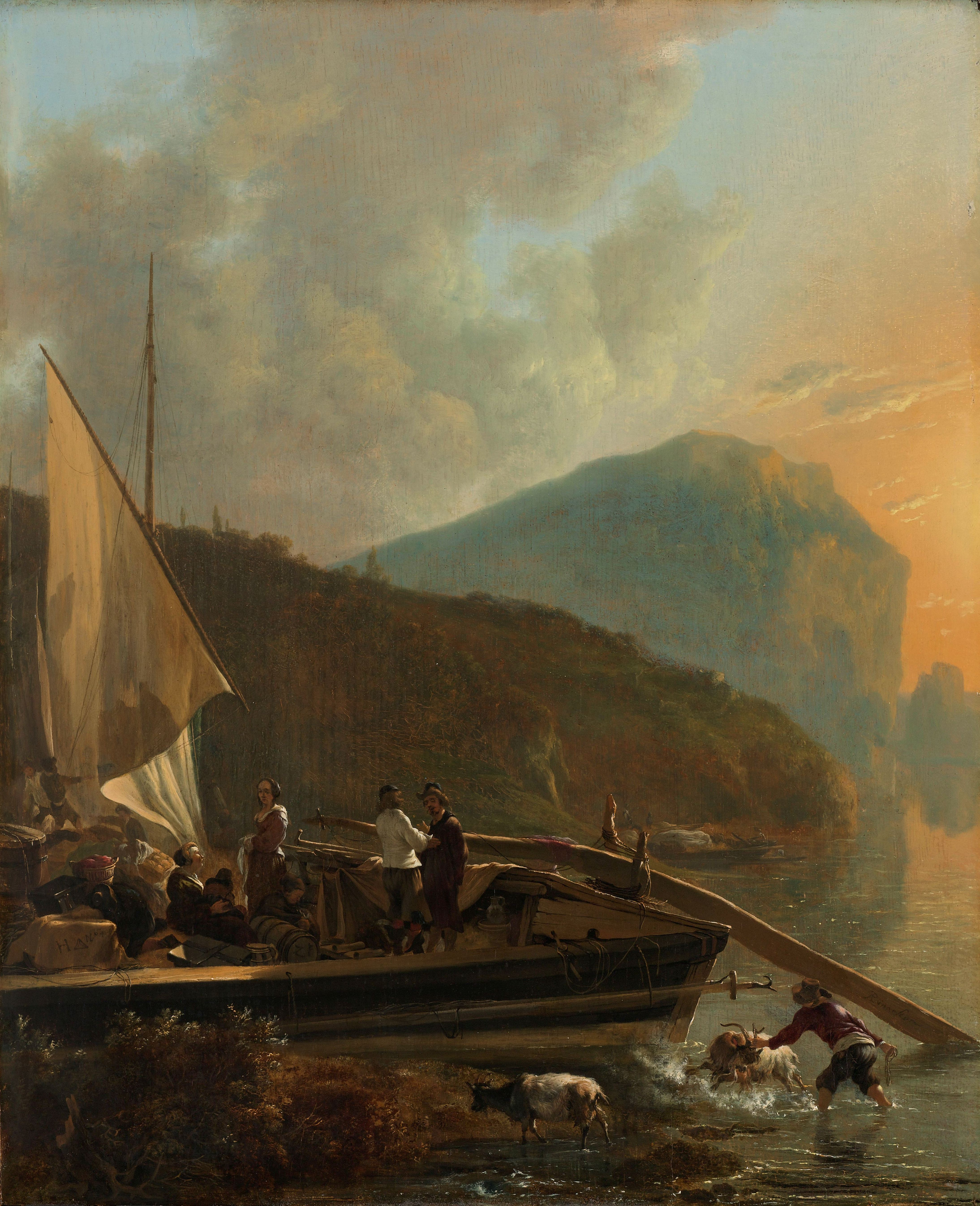
アダム・ペイナッケル 『イタリアの川辺の風景』(1655-1660年ごろ)、アムステルダム国立美術館

静物画家ピーテル・クラースゾーンの息子であるベルヘムは、オランダのイタリア的風景画家の第二世代に属する。イタリア的風景画家とは、イタリアを訪れたことがあるか、イタリアの風景や古代遺跡に影響を受けた画家である。ベルヘム自身がイタリアを訪れたことがあるのか、あるいは同時代のオランダの画家たちが彼に影響を与えたのかは定かではない。唯一の手掛かりは、彼が1653年に急激に様式を変えていることであろう。
本作には、遠景の滝から発したと思われる急流に沿った、起伏に富んだ谷が描かれている。左側の木の生い茂る川岸と、対岸の切り立つ岸壁が対峙している。中景右寄りの岩棚ではヤギが休息し、より大きな牛の群れが右の方に導かれている。画面右側に見える小道が前景左寄りの川の方へ続いており、多くの牛と羊が川の浅瀬を渡るために岸辺に追い立てられていく。鑑賞者の視線は画面の下端から谷に沿って動き、遠景の陽光を浴びた山の高みへと向かう。
非常に絵画的に表現された前景の個々のモティーフ、たとえば部分的に川に浸かった葉のない木の枝、川岸の植物、部分的に樹皮の剥がれた大木の幹などは、1660年以降のベルヘムの絵画の特徴である。前景では、濃い影を生じる強烈な光が木々と岩の多い風景を特に強調している。対照的に、中景と後景はやわらかな拡散された日差しに浸され、ぼやけて見える。ベルヘムとしては例外的に大きな本作を含む後期の作品に見られる強烈な光とくっきりとした輪郭は、アダム・ペイナッケルからの影響によるものである。